# MECAR FRG-RFL-40N
FRG-RFL-40N – belgijski nasadkowy granat odłamkowy produkowany przez firmę MECAR SA.
Granat FRG-RFL-40N może być miotany przy pomocy dowolnego karabinu z urządzeniem wylotowym o średnicy 22 mm, przy pomocy naboju ślepego. Prędkość początkowa granatu jest równa 92 m/s. Zasięg maksymalny wynosi 500 m. W momencie wybuchu tworzy się około 300 odłamków. Zapalnik uzbraja się w odległości 6 m od strzelca.